# Désiré Tsarahazana
Désiré Tsarahazana (Amboangibe, 13 giugno 1954) è un cardinale e arcivescovo cattolico malgascio, dal 26 febbraio 2010 arcivescovo metropolita di Toamasina.

## Biografia
Désiré Tsarahazana è nato il 13 giugno 1954 ad Amboangibe, provincia ed arcidiocesi di Antsiranana, nella parte settentrionale del Madagascar.

### Ministero sacerdotale
È stato ordinato diacono il 15 agosto 1985, giorno di Ferragosto, ad Andapa. Ha ricevuto l'ordinazione sacerdotale il 28 settembre 1986 nella città natale, incardinandosi nella diocesi di Antsirabé. È stato rettore del seminario e docente del seminario minore.

### Ministero episcopale
Il 30 ottobre 2000 papa Giovanni Paolo II ha eretto la diocesi di Fenoarivo Atsinanana, scorporandone il territorio dall'arcidiocesi di Antsiranana; contestualmente lo ha nominato primo vescovo. Ha ricevuto la consacrazione episcopale il 18 febbraio 2001, vicino alla cattedrale di San Maurizio a Fenoarivo Atsinanana, per imposizione delle mani di Michel Malo, Ist. del Prado, arcivescovo metropolita di Antsiranana, assistito dai co-consacranti Albert Joseph Tsiahoana, arcivescovo emerito di Antsiranana, e Bruno Musarò, arcivescovo titolare di Abari e nunzio apostolico in Madagascar. Come suo motto episcopale ha scelto Vince in bono malum, che tradotto vuol dire "Vinci il male con il bene".
Nel 2006 è stato eletto vicepresidente della Conferenza Episcopale del Madagascar per un mandato di un triennio, venendo rieletto nel 2009 e terminando l'incarico nel 2012.
Il 24 novembre 2008 papa Benedetto XVI lo ha nominato vescovo di Toamasina; è succeduto a René Joseph Rakotondrabé, dimissionario per raggiunti limiti d'età. È rimasto amministratore apostolico di Fenoarivo Atsinanana fino al 10 febbraio 2009, giorno della nomina del successore Marcellin Randriamamonjy.
Il 26 febbraio 2010, con la bolla pontificia Spiritali progressioni, lo stesso papa ha elevato la diocesi di Toamasina ad arcidiocesi metropolitana, erigendo l'omonima provincia ecclesiastica con suffraganee le diocesi di Ambatondrazaka, Fenoarivo Atsinanana e Moramanga; contestualmente lo ha nominato primo arcivescovo metropolita. Il 29 giugno seguente, giorno della solennità dei Santi Pietro e Paolo, si è recato presso la basilica di San Pietro in Vaticano, dove il pontefice gli ha imposto il pallio, simbolo di comunione tra la Santa Sede ed il metropolita.
Il 1º novembre 2012 è stato eletto presidente della Conferenza Episcopale del Madagascar per un mandato di un triennio; è succeduto a Fulgence Rabemahafaly, arcivescovo metropolita di Fianarantsoa. È stato riconfermato a capo della stessa assemblea sia nel 2015 che nel 2017, mantenendo l'incarico poi fino all'11 novembre 2021.

### Cardinalato
Il 20 maggio 2018, al termine del Regina Coeli, papa Francesco ha annunciato la sua creazione a cardinale nel concistoro del 28 giugno seguente; è il quarto porporato malgascio nella storia della Chiesa, il primo a capo dell'arcidiocesi di Toamasina, perché gli altri tre erano arcivescovi di Antananarivo. Durante la cerimonia, svoltasi nella basilica di San Pietro in Vaticano, il pontefice gli ha conferito la berretta, l'anello cardinalizio ed il titolo presbiterale di San Gregorio Barbarigo alle Tre Fontane; il titolo era vacante dal 12 novembre 2017, giorno della morte del cardinale Bernard Panafieu, arcivescovo emerito di Marsiglia. Ha preso possesso della sua chiesa titolare durante una celebrazione svoltasi il 23 dicembre dello stesso anno alle ore 11:00.
Dal 5 gennaio al 10 agosto 2025 ha ricoperto anche l'ufficio di amministratore apostolico di Fenoarivo Atsinanana.
Il 7 e 8 maggio 2025 ha partecipato come cardinale elettore al conclave che ha portato all'elezione di papa Leone XIV.

## Genealogia episcopale e successione apostolica
La genealogia episcopale è:
- Cardinale Scipione Rebiba
- Cardinale Giulio Antonio Santori
- Cardinale Girolamo Bernerio, O.P.
- Arcivescovo Galeazzo Sanvitale
- Cardinale Ludovico Ludovisi
- Cardinale Luigi Caetani
- Cardinale Ulderico Carpegna
- Cardinale Paluzzo Paluzzi Altieri degli Albertoni
- Papa Benedetto XIII
- Papa Benedetto XIV
- Papa Clemente XIII
- Cardinale Giovanni Carlo Boschi
- Cardinale Bartolomeo Pacca
- Papa Gregorio XVI
- Cardinale Castruccio Castracane degli Antelminelli
- Cardinale Paul Cullen
- Arcivescovo Joseph Dixon
- Arcivescovo Daniel McGettigan
- Cardinale Michael Logue
- Cardinale Patrick Joseph O'Donnell
- Vescovo John Gerald Neville, C.S.Sp.
- Vescovo Auguste Julien Pierre Fortineau, C.S.Sp.
- Arcivescovo Jean Wolff, C.S.Sp.
- Arcivescovo Albert Joseph Tsiahoana
- Arcivescovo Michel Malo, Ist. del Prado
- Cardinale Désiré Tsarahazana

La successione apostolica è:
- Vescovo Marcellin Randriamamonjy (2009)
- Vescovo Jean Pascal Andriantsoavina (2019)
- Vescovo Gabriel Randrianantenaina (2021)
- Vescovo Orthasie Marcellin Herivonjilalaina (2024)